# Їньцзян-Туцзя-Мяоський автономний повіт
27°59′59″ пн. ш. 108°24′05″ сх. д. / 27.99968° пн. ш. 108.40138° сх. д.
Їньцзян-Туцзя-Мяоський автономний повіт (кит. 印江土家族苗族自治县, пін. Yìnjiāng Tǔjiāzú Miáozú Zìzhìxiàn) — один із повітів КНР у складі префектури Тунжень, провінція Ґуйчжоу. Адміністративний центр — містечко Елін.

## Географія
Їньцзян-Туцзя-Мяоський автономний повіт лежить на висоті близько 460 метрів над рівнем моря.

### Клімат
Повіт знаходиться у зоні, котра характеризується вологим субтропічним кліматом. Найтепліший місяць — липень із середньою температурою 26,9 °C. Найхолодніший місяць — січень, із середньою температурою 5,7 °С.
| Клімат повіту Їньцзян-Туцзя-Мяо | Клімат повіту Їньцзян-Туцзя-Мяо | Клімат повіту Їньцзян-Туцзя-Мяо | Клімат повіту Їньцзян-Туцзя-Мяо | Клімат повіту Їньцзян-Туцзя-Мяо | Клімат повіту Їньцзян-Туцзя-Мяо | Клімат повіту Їньцзян-Туцзя-Мяо | Клімат повіту Їньцзян-Туцзя-Мяо | Клімат повіту Їньцзян-Туцзя-Мяо | Клімат повіту Їньцзян-Туцзя-Мяо | Клімат повіту Їньцзян-Туцзя-Мяо | Клімат повіту Їньцзян-Туцзя-Мяо | Клімат повіту Їньцзян-Туцзя-Мяо | Клімат повіту Їньцзян-Туцзя-Мяо |
| Показник                        | Січ.                            | Лют.                            | Бер.                            | Квіт.                           | Трав.                           | Черв.                           | Лип.                            | Серп.                           | Вер.                            | Жовт.                           | Лист.                           | Груд.                           | Рік                             |
| Середній максимум, °C           | 9,4                             | 11,6                            | 16,3                            | 22,3                            | 26,8                            | 29,4                            | 32,3                            | 32,4                            | 28,8                            | 22,4                            | 17,6                            | 12                              | 21,7                            |
| Середня температура, °C         | 5,7                             | 7,6                             | 11,5                            | 16,9                            | 21,4                            | 24,5                            | 26,9                            | 26,3                            | 23                              | 17,6                            | 12,8                            | 7,6                             | 16,8                            |
| Середній мінімум, °C            | 3,1                             | 4,9                             | 8,1                             | 13,1                            | 17,5                            | 20,9                            | 22,9                            | 22,2                            | 19                              | 14,5                            | 9,7                             | 4,7                             | 13,4                            |
| Норма опадів, мм                | 24.1                            | 26.8                            | 43.2                            | 114.5                           | 171.5                           | 189.1                           | 161.8                           | 126.9                           | 81.9                            | 100.8                           | 48.2                            | 21.4                            | 1110.2                          |
| Вологість повітря, %            | 78                              | 75                              | 77                              | 79                              | 79                              | 81                              | 80                              | 80                              | 78                              | 82                              | 80                              | 78                              | 78.9                            |
| ------------------------------- | ------------------------------- | ------------------------------- | ------------------------------- | ------------------------------- | ------------------------------- | ------------------------------- | ------------------------------- | ------------------------------- | ------------------------------- | ------------------------------- | ------------------------------- | ------------------------------- | ------------------------------- |
| Джерело: data.cma.cn            |                                 |                                 |                                 |                                 |                                 |                                 |                                 |                                 |                                 |                                 |                                 |                                 |                                 |